# エルメール・レイエス
エルメール・サルバドール・レイエス（Elmer Salvador Reyes, 1990年11月26日 - ）は、ニカラグア共和国レオン県レオン出身のプロ野球選手(遊撃手)。

## 経歴
2009年5月22日にアトランタ・ブレーブスと契約を結びプロ入りを果たした。
2012年11月に、パナマで行われた第3回WBC予選のニカラグア代表に選出された。
2013年11月20日に40人枠に登録された。
2014年2月25日にブレーブスと1年契約に合意した。
2015年8月5日、メジャーへの試合出場がないまま自由契約となった。その後、独立リーグであるアトランティックリーグのロングアイランド・ダックスと契約を結びプレーした。
2016年3月11日に第4回WBC予選のニカラグア代表に選出されたことが発表され、2大会連続2度目の選出を果たした。

## 詳細情報

### 代表歴
- 2013 ワールド・ベースボール・クラシック・ニカラグア代表
- 2017 ワールド・ベースボール・クラシック・ニカラグア代表